# مايك بارنت (سياسي)
مايك بارنت هو سياسي أسترالي، ولد في 24 يناير 1946 في بلبر ‏ في المملكة المتحدة. نشط حزبياً في حزب العمال الأسترالي ‏. وقد انتخب عضو الجمعية التشريعية لأستراليا الغربية ‏.